# Sunshine Hockey League 1992/93
Die Saison 1992/93 war die erste reguläre Saison der neu gegründeten Sunshine Hockey League. Während der regulären Saison sollten die fünf Teams jeweils 52 Spiele bestreiten, jedoch musste der Spielplan aufgrund des vorzeitigen, finanziell bedingten, Ausscheidens der St. Petersburg Renegades überarbeitet werden. In den Play-offs setzten sich die West Palm Beach Blaze durch und gewannen den ersten Sunshine Cup in ihrer Vereinsgeschichte.

## Reguläre Saison

### Abschlusstabelle
Abkürzungen: GP = Spiele, W = Siege, L = Niederlagen, T = Unentschieden, OTL = Niederlage nach Overtime, GF = Erzielte Tore, GA = Gegentore, Pts = Punkte
|                          | GP | W  | L  | OTL | GF  | GA  | Pts |
| ------------------------ | -- | -- | -- | --- | --- | --- | --- |
| West Palm Beach Blaze    | 45 | 38 | 6  | 1   | 275 | 166 | 77  |
| Jacksonville Bullets     | 47 | 22 | 23 | 2   | 228 | 218 | 46  |
| Daytona Beach Sun Devils | 48 | 18 | 25 | 5   | 226 | 258 | 41  |
| Lakeland Ice Warriors    | 52 | 18 | 30 | 4   | 202 | 287 | 40  |
| St. Petersburg Renegades | 20 | 10 | 6  | 4   | 100 | 102 | 34  |

## Sunshine-Cup-Playoffs
|  | Sunshine-Cup-Halbfinale | Sunshine-Cup-Halbfinale  | Sunshine-Cup-Halbfinale |  |  | Sunshine-Cup-Finale | Sunshine-Cup-Finale   | Sunshine-Cup-Finale |
|  |                         |                          |                         |  |  |                     |                       |                     |
|  |                         |                          |                         |  |  |                     |                       |                     |
|  | 1                       | West Palm Beach Blaze    | 2                       |  |  |                     |                       |                     |
|  | 4                       | Lakeland Ice Warriors    | 1                       |  |  |                     |                       |                     |
|  |                         |                          |                         |  |  | 1                   | West Palm Beach Blaze | 3                   |
|  |                         |                          |                         |  |  | 2                   | Jacksonville Bullets  | 0                   |
|  | 2                       | Jacksonville Bullets     | 2                       |  |  |                     |                       |                     |
|  | 3                       | Daytona Beach Sun Devils | 0                       |  |  |                     |                       |                     |
|  |                         |                          |                         |  |  |                     |                       |                     |